# Гладомор
Гладоморът (на украински: Голодомòр, [ɦɔɫɔdɔˈmɔr]) е масов глад в Съветска Украйна през 1932 – 1933 г.
Смятан е за една от най-тежките национални катастрофи в украинската история, като жертвите по различни оценки са няколко милиона души. Гладът е предизвикан от политиката на съветското правителство начело с Йосиф Сталин.
Гладът през 1932 – 1933 засяга не само Украйна, но и други области в Съветския съюз, но терминът Гладомор се използва специално за областите, населени с етнически украинци, където гладът е най-силен. Той понякога е наричан Украински геноцид или Украински холокост, което предполага, че е умишлено организиран от властите, за да засегне украинската нация. Макар че историците все още спорят дали политиката, довела до Гладомор, попада под юридическото определение на геноцид, много правителства, както и Европейският парламент, официално са го признали за такъв. Така от 2006 г. Гладоморът е признат от Украйна и 15 други страни за геноцид на украинския народ, извършен от съветското правителство.

## Причини
През 1928 съветското правителство обявява първия петилетен план, една от основните мерки в който е колективизацията на земеделската собственост. Селското стопанство на Украйна е особено силно засегнато, тъй като за разлика от предимно общинното земеделие в Русия, в Украйна преобладават частните стопанства.
Въпреки очакванията на правителството, колективизацията се оказва силно непопулярна сред селското население. Докато тя е все още доброволна, много малко селяни се включват в колхозите. Тогава правителството засилва натиска за ускорено създаване на колхози и през 1929 – 1930 голям брой държавни функционери са изпратени по селата. Освен това там отиват и десетки хиляди промишлени работници, твърди привърженици на болшевизма, които трябва да подпомагат организирането на колхозите. В допълнение към това, те трябва да се борят със засилващата се пасивна и активна съпротива срещу колективизацията, включвайки се в т.нар. „разкулачване“ – арести и депортиране на обявените за кулаци и техните семейства. Определението „кулак“ се използва за всички, противопоставящи се на колективизацията. През 1930 – 1931 около 300 хиляди украинци са обявени за кулаци и подложени на преследвания.
Колективизация навсякъде предизвиква намаляване на земеделската продукция, но ефектът от нея е особено силен в Украйна, където в началото на 20 век се произвежда повече от половината от зърното в Съветския съюз.
Въпреки спада на земеделската продукция, през 1932 съветските власти увеличават квотите за доставки от Украйна с 44%. Междувременно правителството в Москва приема декрет, с който въвежда смъртно наказание за всяка кражба на обществена собственост. Обхватът на този закон е много широк и включва дори най-малкото присвояване на зърно за собствена употреба от селяните. Малко по-късно това е леко променено, като на 16 септември Политбюро взема тайно решение и изключва от смъртното наказание дребни кражби, като уточнява, че то трябва да се прилага към кулаците, а останалите следва да се изпращат в затвора за 10 години.
Въпреки тези мерки, до 25 октомври правителството получава едва 39% от исканото количество зърно. Когато става ясно, че доставките през 1932 няма да достигнат обявените от властите нива, за това са обвинени „кулаците“, „националистите“ и „петлюровците“. Според отчет на ръководителя на Върховния съд, до 15 януари 1933 103 000 души са осъдени по декрета от 7 август. От известните към този момент присъди 4880 са смъртни, 26 086 на десет години затвор и 48 094 на други наказания.
В Украйна е изпратена специална комисия, оглавявана от Вячеслав Молотов. На 9 ноември таен декрет нарежда на службите за сигурност да увеличат своята „ефективност“. Молотов нарежда, че ако в селата не се открие зърно, трябва да се конфискува цвеклото, картофите, зеленчуците и всяка друга храна. На 6 декември е издадена нова заповед, която въвежда забрана за доставките на стоки и храни за селата, неизпълнили квотите за производство на зърно, както и конфискуването на откритото на място зърно и парични средства и забрана на търговията в тях. За налагането на тези разпоредби в селата са изпратени специални „ударни бригади“, като се конфискува зърното, използвано от селяните за собственото им изхранване, както и заделеното за посев. Тези мерки, заедно със забраната за пътуванията и въоръжените блокади на украинската граница от войски на НКВД, превръщат украинската провинция в огромен лагер на смъртта.

## Обхват на бедствието и реакция на правителството
Резултатът от принудителните доставки на зърно е катастрофален. За няколко месеца украинската провинция, една от най-плодородните области в света, се превръща в сцена на масов глад. Съветското правителство отрича първите сведения за глада и забранява на чужди журналисти да пътуват в региона. Някои автори твърдят, че „Политбюро и областните комитети на Партията настояват за незабавни и решителни действия в отговор на глада, така че съзнателните селяни да не страдат, а районните комитети на Партията са инструктирани да снабдяват всяко дете с мляко и им е наредено да наказват тези, които не успяват да мобилизират ресурси за изхранване на гладуващите или отказват хоспитализация на жертви на глада“. Според свидетелства на хиляди очевидци реалността няма нищо общо с това. Големи групи деца, бягащи от провинцията, са арестувани от властите и изпращани в сиропиталища, където скоро умират от недохранване.
За да се предотврати разпространението на информация за глада, пътуванията от Украйна и Южна Русия са забранени с директиви от януари 1933 г. Според тях пътуванията „за хляб“ от тези области са организирани от врагове на съветската власт с цел агитация срещу колхозите в северните области на страната. Забраната за пътуване допълнително усилва бедствието.
Правителството действително оказва известна помощ на засегнатите от глада области. Между февруари и юли 1933 са отпуснати 320 хиляди тона зърно за бедстващите региони. В същото време износът на зърно от страната, макар и чувствително намалял в сравнение с предходни години, продължава. През 1930/31 са изнесени 5,832 млн. тона, през 1931/32 – 4,785 млн. тона, през 1932/33 – 1,607 млн. тона, през 1933/34 – 1,441 млн. тона.
Съветският съюз дълги години отрича съществуването на глада и наличната информация за бедствието е недостатъчна. Броят на жертвите остава неизвестен и вероятно няма да бъде установен с грешка, по-малка от сто хиляди души.
Оценките за жертвите на Гладомора варират от 1,5 до 10 милиона. Дори резултатите, основаващи се на научни методи, варират между 2,5 милиона (Володимир Кубийович) и 3 – 3,5 милиона.
Според оценките, около 81,3% от жертвите са етнически украинци, 4,5% руснаци, 1,4% евреи и 1,1% поляци. Най-силно засегнато е украинското селско население.

## Медийно затъмнение
Дипломати от италианското консулство в Харков изпращат на Мусолини снимки, на които се вижда как минувачи прескачат трупове по улиците.
Американският журналист Уолтър Дюранти (на английски: Walter Duranty), ръководител на московското бюро на „Ню Йорк Таймс“, който е отявлен привърженик на Сталин, пише през 1931 г. серия хвалебствени очерци за първата Сталинска петилетка в СССР, за които получава през 1932 г. награда „Пулицър“. През 1933 г. Уолтър Дюранти осъжда в „Ню Йорк Таймс“ съобщенията за глада в СССР, обявявайки ги за преувеличена или злонамерена пропаганда. В началото на 21 век множество уважавани издания и личности настояват за посмъртното отнемане на наградата от Дюранти, тъй като неговите репортажи безкритично възпроизвеждат сталинската пропаганда, а освен това той упорито и нееднократно отрича глада в Украйна през 1932 – 1933 г. Бордът на Пулицър отказва, тъй като нямало „ясни и убедителни доказателства за преднамерена измама“.
Уелският журналист Гарет Джонс (Gareth Jones) е посетил южните части на СССР и пише, че глад е имало не само в Украйна, а в цяла южна Русия.

Аз преминах по улиците на селата и на 12 колхоза. Навсякъде се чуваше стенание: „Няма хляб,  умираме!“  Тези стенания се чуваха в цяла Русия: по Волга, в Сибир, в Белорусия, в Северен Кавказ, в Средна Азия и в Украйна. Аз преминах през Черноземната област, защото някога това беше най-богатият район в Русия и защото на кореспондентите забраняваха да посещават този район, за да не могат да видят с очите си какво става там.

## Геноцид ли е Гладоморът?
Рафаел Лемкин, създателят на термина геноцид, е един от ораторите на манифестацията в памет на 20-годишнината от глада на американци от украински произход през 1953. Днес правителствата или парламентите на 26 страни са признали глада от 1932 – 1933 за акт на геноцид. Сред тях са Украйна, Австралия, Андора, Аржентина, Ватикана, Бразилия, България, Грузия, Еквадор, Естония, Испания, Италия, Канада, Колумбия, Латвия, Литва, Мексико, Парагвай, Перу, Полша, Словакия, Съединени американски щати, Унгария, Чехия и Чили. На 23 октомври 2008 г. Европарламентът приема резолюция, признаваща Гладомора за престъпление срещу човечеството (геноцид).. Въпреки това Гладоморът остава спорна тема в научните среди.
Много историци смятат, че гладът от 1932 – 1933 е изкуствено предизвикано масово убийство, ако не и геноцид, извършено като част от програмата на Йосиф Сталин за колективизация. Други обаче смятат, че гладът е непреднамерено последствие от колективизацията и че съпротивата на селяните срещу нея засилва ефекта от лошата реколта.
Според други изследователи бедствието не съответства на формалната дефиниция за геноцид. Според тях фактът, че гладът се ограничава до селските райони, не засяга градовете, в резултат от него загиват и стотици хиляди неукраинци и е спрян след пречупването на съпротивата против колективизацията без чужда въоръжена намеса, показва, че правителството не се опитва да унищожи самия украински народ. От тази гледна точка те смятат, че е по-коректно да се използва по-общия термин демоцид.
- Австралия[39][40]
- Андора[41]
- Аржентина[42][43][44][45]
- Ватикан[46][47]
- Бразилия[48][49]
- България[50]
- Грузия[51][52][53]
- Еквадор[54][55]
- Естония[56][57]
- Испания[58][59]
- Италия[60][61]
- Канада[62][63][64]
- Колумбия[65][66]
- Латвия[67][68]
- Литва[69][70][71]
- Мексико[72][73]
- Парагвай[74][75]
- Перу[76][77]
- Полша[78][79][80]
- Словакия[81][82]
- САЩ[83][84]
- Унгария[85][86]
- Украйна[87][88][89][90]
- Чехия[91][92]
- Чили[93]

### Декларации и юридически актове
- Доклад на комисия на Конгреса на САЩ Архив на оригинала от 2011-06-04 в Wayback Machine., 19 април 1988 ((en))
- Декларация на ООН по повод 70-годишнината от Големия глад в Украйна през 1932 – 1933 ((en))
- Обръщение на Върховната рада към украинската нация в памет на жертвите на Гладомор ((uk))

### Книги
- Владимир Калоянов, Цената на българщината в Таврия (1917 – 1945) (2022)
- Robert Conquest, The Harvest of Sorrow: Soviet Collectivization and the Terror-Famine (1986) ((en))
- Douglas Tottle, Fraud, Famine, and Fascism: The Ukrainian Genocide Myth from Hitler to Harvard (1987) ((en))
- Роберт Конквест (Robert Conquest). Жнива скорботи. Радянська колективізація і голодомор //   Посетен на 28 ноември 2015. (на украински)

### Други

#### На български
- Украйна си припомня страшния Голодомор Виктор Калник, посланик на Украйна в България към дата на излизане на статията – 18 ноември 2008

#### На други езици
- Gareth Jones. Gareth Jones' international exposure of the Holodomor, plus many related background articles //   Посетен на 5 юли 2006. (на английски)
- Геноцид українского народу: Голодомор 1932 – 1933 Архив на оригинала от 2017-11-09 в Wayback Machine. в Централния държавен архив на Украйна (снимки Архив на оригинала от 2017-07-01 в Wayback Machine., препратки Архив на оригинала от 2017-07-02 в Wayback Machine.)
- Famine Genocide Commemorative Committee Ukrainian Canadian Congress, Toronto Branch
- Видео запис на Валери Кучински, постоянния представител на Украйна в ООН, говорещ пред Общото събрание на ООН на пленарното му заседание на 1 ноември 2005 г. Архив на оригинала от 2007-06-15 в Wayback Machine. (записът е на цялото заседание, речта на Качински започва на 27-ата минута)
- Klid, Bohdan. Canadian Institute of Ukrainian Studies publicizes new research on Famine //  Ukraine Weekly LXXI (52).   December 28 2003.  Архивиран от оригинала на 2016-03-04. A summary of Yuri Shapoval's lecture, 2003
- Yaroslav Bilinsky. Was the Ukrainian Famine of 1932 – 1933 Genocide? //  Journal of Genocide Research 1 (2).   1999. с. 147 – 156.  Архивиран от оригинала на 2008-06-15. Посетен на 2006-09-19.
- 91, Джонс, Гарет https://emerging-europe.com/after-hours/mr-jones-ukraine-famine/